# Eufrosin Poteca
Eufrosin Poteca (n. 1786, Nucșoara – d. 10 decembrie 1858, Mănăstirea Gura Motrului) a fost un teolog, cărturar și iluminist român.

## Biografie
Eufrosin  Poteca s-a născut la Nucșoara, districtul Teleajen din Prahova, din muncitori plugari, sub numele de botez Radu . A urmat școala grecească din București, unde a studiat literatura greacă, limba latină și teologia. În jurul anului 1806 se călugărește la Mănăstirea Neamț, unde primește numele de Eufrosin . Mai târziu a devenit profesor la această școală (între 1816 - 1818). A trecut apoi la Colegiul Sfântul Sava ca ajutor al lui Gheorghe Lazăr, care-l pune să predea geografia în limba română. Între 1820 și 1825 a studiat filozofia, istoria și teologia la universitățile din Pisa și Paris, ca bursier al Eforiei școlilor. În 1825 și-a inaugurat cursul de filosofie la Sf. Sava, sub direcția lui Heliade Rădulescu. În 1829 a tipărit la Pesta „Filosofia cuvântului și a năravurilor”, traducere a operei filozofului german Johann Gottlieb Heineccius (1681 - 1741), prin care a adus o contribuție importantă la fixarea terminologiei filozofice în limba română. În 1829 a fost ridicat la rangul de arhimandrit. În 1830 făcea parte dintr-o lojă masonică bucureșteană. În 1832 a fost numit egumen la Mânăstirea Gura Motrului. Din motive legate de radicalismul ideilor sale, Poteca a fost demis în 1830 de generalul Kiseleff. A mai tradus și din Jean Baptiste Massillon (1663 - 1742) și  Bossuet.
Eufrosin  Poteca, deși călugăr, a avut copii și este bunicul lui Constantin Rădulescu-Motru, cel pentru care s-a dedicat studiilor filosofice - nu se șitie, din păcate, dacă el s-a dedicat studiilor filosofice pentru nepotul său sau invers. C. Rădulescu-Motru publică lucrarea Elemente de metafizică, în 1912, închinată  lui E. Poteca: ,,Memoriei veneratului arhimandrit EUFROSIN DIMITRIE POTECA, egumenul mânăstirei Motru, primul profesor de filosofie în școlile din București. PRINOS”.